# Radzymin
Radzymin é um município da Polônia, na voivodia da Mazóvia e no condado de Wołomin. Estende-se por uma área de 23,49 km², com 12 244 habitantes, segundo os censos de 2016, com uma densidade de 523,5 hab/km².